# Hjälmstad
Hjälmstad, uttalat Jälmesta eller Hjälmestad (på vissa kartor och beskrivningar), är en by och bruksort i Föra på Öland med bland annat en övergiven kvarn, ett jättekast (känt för att ha "avtryck av jättens fingrar") samt en strutsfarm. Landsvägen går rakt igenom byn.